# 悬泉置遗址

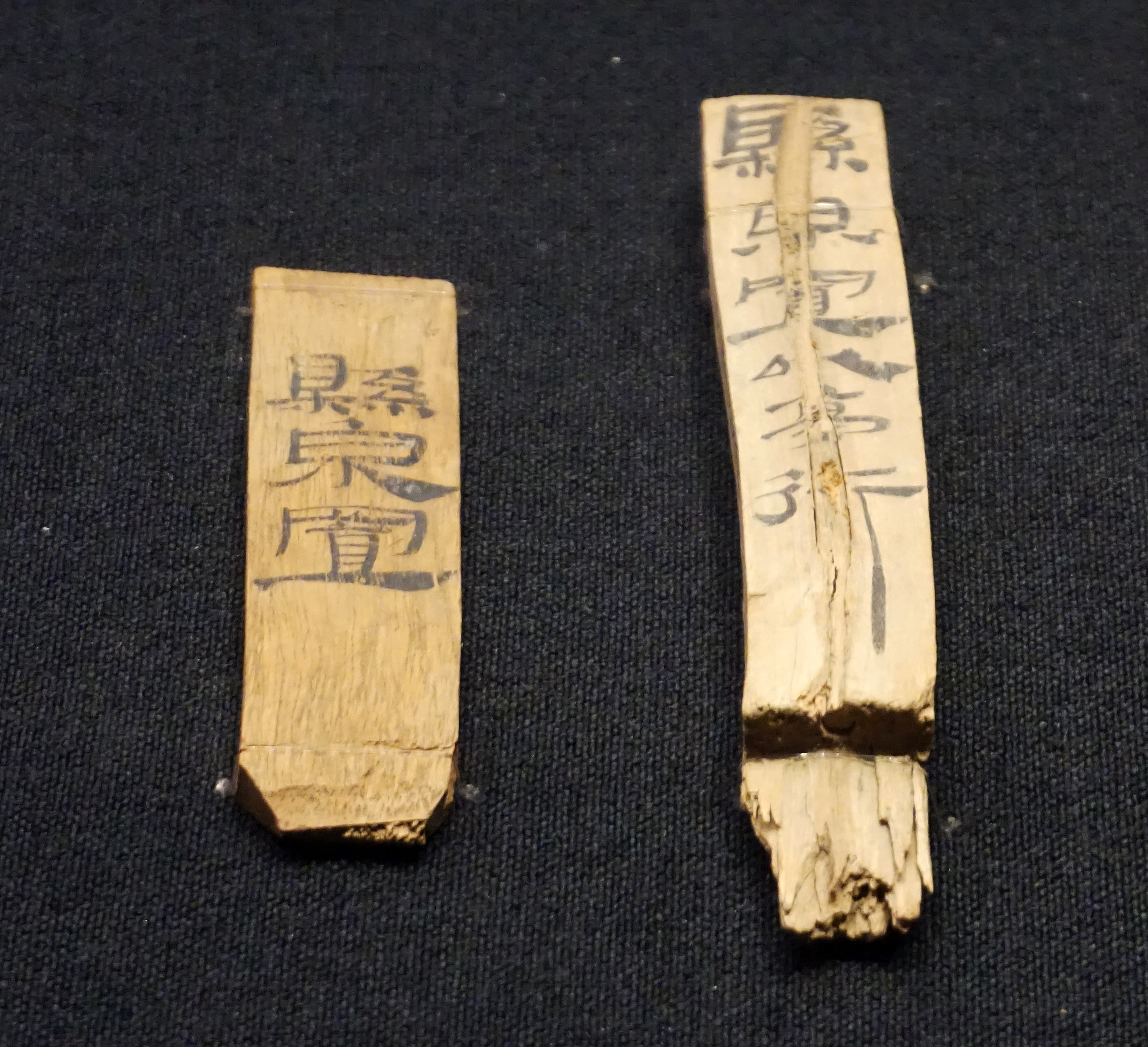
悬泉置封检。甘肃省博物馆藏

悬泉置遗址是中国甘肃省酒泉市敦煌市莫高鎮新店台村的一处丝绸之路大型驿站遗址，其全称为“敦煌郡效谷县悬泉置”，驿站的主官为啬夫，驿站公务人员有37人左右，一次最大可接待500多人:67。驿站距离敦煌市64公里，距离瓜州60公里，以南靠近祁连山的火焰山。

## 历史
悬泉置得名于附近山崖上流下的泉水。驿站从汉武帝元鼎六年（前111年）开始使用，其主要功能为迎送过往使者、官吏、公务人员和外国宾客，据《后汉书·西域传》记载汉代边疆郡所每三十里设置一个置。悬泉置在魏晋时期废止。
悬泉置遗址是首个得到发掘的丝绸之路驿站遗址，由甘肃省文物考古研究所发掘于1990年5月至1992年，先后出土各种文物7万件，其中漢簡3.5万枚（包括上面写有悬泉置的一枚汉简），400多片纸张，还有大量其他器物。悬泉置遗址被列为全国重点文物保护单位，并在2014年列入世界文化遗产“丝绸之路：长安-天山廊道路网”的组成部分。
2015年中国中央电视台和中共甘肃省委宣传部联合出品的纪录片《河西走廊》第3集，介绍了悬泉置驿站出土的汉简和长罗侯常惠经营西域的历史。